# Kabinett Teemant IV
Regierung der Republik Estland unter dem Staatsältesten Jaan Teemant (Kabinett Teemant IV). Amtszeit: 19. Februar 1932 bis 19. Juli 1932.

## Regierung
Die Regierung Teemant war nach offizieller Zählung die 21. Regierung der Republik Estland seit Ausrufung der staatlichen Unabhängigkeit 1918. Sie blieb 152 Tage im Amt.
Der Regierung gehörten Vertreter von zwei Zusammenschlüssen an:
- Am 28. Januar 1932 hatte sich der „Bund der Landwirte“ (Põllumeeste Kogud) mit der Põllumeeste, Asunikkude ja Väikemaapidajate Koondus („Vereinigung der Agrarier, Siedler und Kleinlandwirte“) zur „Partei der Vereinigten Landwirte“ (Ühinenud Põllumeeste Erakond) zusammengeschlossen.

- Am 29. Januar 1932 entstand die „Nationale Zentrumspartei“ (Rahvuslik Keskerakond) aus einer Vereinigung von Estnischer Volkspartei (Eesti Rahvaerakond) und Estnischer Arbeitspartei (Eesti Tööerakond).

Vom 21. bis 23. Mai 1932 fanden die Wahlen zur 5. Legislaturperiode des estnischen Parlaments (Riigikogu) statt. Am 19. Juli 1932 bildete Karl Einbund (Kaarel Eenpalu) eine neue Regierung.

## Kabinett
| Ressort                 | Name           | Amtszeit                | Partei    |
| ----------------------- | -------------- | ----------------------- | --------- |
| Staatsältester          | Jaan Teemant   | 19.02.1932 – 19.07.1932 | ÜPE       |
| Außenminister           | Jaan Tõnisson  | 04.03.1927 – 11.11.1927 | RKE       |
| Innenminister           | Ado Anderkopp  | 19.02.1932 – 19.07.1932 | RKE       |
| Landwirtschaftsminister | Oskar Köster   | 19.02.1932 – 19.07.1932 | ÜPE       |
| Bildungsminister        | Jaan Hünerson  | 19.02.1932 – 19.07.1932 | ÜPE       |
| Sozialminister          | Jaan Hünerson  | 19.02.1932 – 19.07.1932 | ÜPE       |
| Gerichtsminister        | Ado Anderkopp  | 19.02.1932 – 19.07.1932 | RKE       |
| Wirtschaftsminister     | Oskar Suursööt | 19.02.1932 – 19.07.1932 | ÜPE       |
| Verteidigungsminister   | August Kerem   | 19.02.1932 – 19.07.1932 | RKE       |
| Verkehrsminister        | Jaan Raudsepp  | 19.02.1932 – 19.07.1932 | parteilos |